# Suixi (Anhui)
Suixi (chiń. upr. 濉溪县; chiń. trad. 濉溪縣; pinyin Suīxī Xiàn) – powiat w połudiowej części prefektury miejskiej Huaibei w prowincji Anhui w Chińskiej Republice Ludowej. Liczba mieszkańców powiatu, w 2010 roku, wynosiła 1 000 955.